# Długi Marsz 3C
Długi Marsz 3C (także Wielki Marsz 3C, chiń. upr. 长征三号丙火箭; chiń. trad. 長征三號丙火箭; pinyin Chángzhēng Sānhào Bǐng Huǒjiàn; ang. Long March 3) – chińska rakieta nośna, pochodna rakiet Długi Marsz 3A i Długi Marsz 3B. W odróżnieniu od tych konstrukcji wykorzystuje 2 dodatkowe stopnie pomocnicze na paliwo ciekłe, zapożyczone z rakiet Długi Marsz 2E.
Do pierwszego startu doszło z kosmodromu Xichang 25 kwietnia 2008 roku o 15:35 UTC; rakieta wyniosła na orbitę przejściowa do stacjonarnej (GTO) chińskiego satelitę Tianlan-1.

## Starty[4]
1. 25 kwietnia 2008, 15:35 GMT; miejsce startu: kosmodrom Xichang (LC-2), Chiny
Ładunek: Tianlian 1-01; Uwagi: start udany
2. 14 kwietnia 2009, 16:16 GMT; miejsce startu: kosmodrom Xichang (LC-2), Chiny
Ładunek: Compass G2; Uwagi: start udany
3. 16 stycznia 2010, 16:12 GMT; miejsce startu: kosmodrom Xichang (LC-2), Chiny
Ładunek: Compass G1; Uwagi: start udany
4. 2 czerwca 2010, 15:53 GMT; miejsce startu: kosmodrom Xichang (LC-2), Chiny
Ładunek: Compass G3; Uwagi: start udany
5. 1 października 2010, 10:59 GMT; miejsce startu: kosmodrom Xichang (LC-2), Chiny
Ładunek: Chang’e 2; Uwagi: start udany
6. 31 października 2010, 16:26 GMT; miejsce startu: kosmodrom Xichang (LC-2), Chiny
Ładunek: Compass G4; Uwagi: start udany
7. 11 lipca 2011, 15:41 GMT; miejsce startu: kosmodrom Xichang (LC-2), Chiny
Ładunek: Tianlian 1-02; Uwagi: start udany
8. 24 lutego 2012, 16:12 GMT; miejsce startu: kosmodrom Xichang (LC-2), Chiny
Ładunek: Compass G5; Uwagi: start udany
9. 25 lipca 2012, 15:43 GMT; miejsce startu: kosmodrom Xichang (LC-2), Chiny
Ładunek: Tianlian 1-03; Uwagi: start udany
10. 25 października 2012, 16:33 GMT; miejsce startu: kosmodrom Xichang (LC-2), Chiny
Ładunek: Compass G6; Uwagi: start udany
11. 23 października 2014, 18:00 GMT; miejsce startu: kosmodrom Xichang (LC-2), Chiny
Ładunek: Chang’e 5-T1; Uwagi: start udany
12. 30 marca 2015, 13:52 GMT; miejsce startu: kosmodrom Xichang (LC-2), Chiny
Ładunek: BDS I1-S; Uwagi: start udany
13. 1 lutego 2016, 07:29 GMT; miejsce startu: kosmodrom Xichang (LC-2), Chiny
Ładunek: BDS M3-S; Uwagi: start udany
14. 12 czerwca 2016, 15:30 GMT; miejsce startu: kosmodrom Xichang (LC-3), Chiny
Ładunek: Compass G7; Uwagi: start udany
15. 22 listopada 2016, 15:24:04 GMT; miejsce startu: kosmodrom Xichang (LC-2), Chiny
Ładunek: Tianlian 1-04; Uwagi: start udany